# F903iX HIGH-SPEED
FOMA F903iX　HIGH-SPEED（フォーマ エフきゅうまるさんアイエックス ハイスピード）は、富士通によって開発された、NTTドコモの第三世代携帯電話  (FOMA) 端末製品である。

## 概要
富士通端末初のFOMAハイスピード（HSDPA）端末。
また、F903iに引き続き、ディスプレイ部分が左右に90度スイングするスイングスタイルボディを採用。F903iと違い直線基調のデザインになっている。F903iと同様に、回転させる事で機能を切り替えることができる「ヨコモーション」、サブディスプレイは設けていない代わりに、閉じたままでもディスプレイをスイングすることで、日付や時刻などが確認できるちょこモーション機能を設けている。
メインディスプレイは2.4インチQVGA（240×320ドット）を採用している。今までの富士通製端末と同様に指紋認証にも対応。この端末のボタンは青色に光る。
搭載されるカメラは有効画素数約320万画素（記録画素数約300万画素）のCMOS。テレビ電話用のサブカメラは、有効画素数約11万画素（記録画素数約10万画素）のCMOS。
外部メモリーカードはF903iに引き続き、microSDカード（2GBまで、ドコモ発表）に対応。内蔵メモリーも1GBまで拡張している。
HSDPAに対応し、専用コンテンツの利用が可能。iモーションはダウンロード容量が10MBまで拡張し、H.264コーデックに対応した。これに伴い、ビデオクリップにも対応した。FMトランスミッターを搭載。Windows Media Audio 形式の音楽ファイル再生に対応、またデジタル著作権管理 (Digital Rights Management) に対応している事により、Napster 等の有料音楽配信サイトの利用も出来る。利用に関しては、付属の USB ケーブル、Windows XP 及び Windows Vista 対応パソコン、Windows Media Player 10以上が必要となる。2007年12月31日まで、Napsterを2週間無料で使えるキャンペーンを行っていた。再生時間は約20時間。
iアプリは「ケータイ脳力ストレッチング（東北大学 川島隆太教授監修）」、「A列車で行こうi forF」、「ZOOKEEPER DX F」、「ロジックパズル F」、「Gガイド番組表リモコン」、「DCMXクレジットアプリ」、「ケータイクレジットiD」、「FOMA通信環境確認アプリ」をプリインストールしている。
FOMA903iシリーズ共通の機能の中では、着うたフル、メガiアプリ、iC通信（FeliCaによる認証・データの交換）に対応した。GPS、3Gローミングには非対応。
なお、同日に発表された富士通製携帯電話F903iと比べると、F903iXのほうが若干本体が小さい。
| 主な対応サービス           | 主な対応サービス                     | 主な対応サービス         | 主な対応サービス                       |
| -------------------------- | ------------------------------------ | ------------------------ | -------------------------------------- |
| DCMX／おサイフケータイ     | うた・ホーダイ                       | 着うたフル／着うた       | デジタルオーディオプレーヤー(AAC)(WMA) |
| 直感ゲーム／メガiアプリ    | Music&Videoチャネル※／ビデオクリップ | 3Gローミング             | プッシュトーク                         |
| FOMAハイスピード           | GPS／ケータイお探し                  | デコメール／デコメ絵文字 |                                        |
| 着もじ                     | テレビ電話／キャラ電                 | 電話帳お預かりサービス   | フルブラウザ                           |
| おまかせロック／バイオ認証 | 外部メモリー／iモードコンテンツ移行  | トルカ                   | iC通信／iCお引越しサービス             |
| きせかえツール／マチキャラ | バーコードリーダ／名刺リーダ         | 2in1                     | エリアメール                           |

※音声番組のみ対応。

## 歴史
- 2006年10月12日：D903i・D903iTV・F903i・F903iX HIGH-SPEED・N903i・N902iL・P903i・P903iTV・P903iX HIGH-SPEED・SH903i・SH903iTV・SO903i・SIMPURE L1・SIMPURE N1の開発発表。
- 2006年11月29日：技術基準適合証明 (TELEC) 通過。
- 2006年12月11日：電気通信端末機器審査協会 (JATE) 通過。
- 2007年2月20日：発売。
- 2007年12月11日：ソフトウェアの更新。

## 不具合
2007年12月11日に、以下の不具合の修正と改善がソフトウェアの更新でなされた。（参照）F903iXのソフトウェアアップデート情報
修正点
- 「Music&Video チャネル」の番組設定を行なっても、｢ミュージックチャネル番組設定中｣のアイコンが表示されない場合がある不具合。
- なお、未発表ではあるがF903iと同じく特定の条件下で予測変換のデータが初期化されてしまう不具合があったが、修正されている。

改善点
- メールやブラウザの動作安定化などの改善。